# Life Is Good
Life Is Good è il decimo album del rapper statunitense Nas, pubblicato il 13 luglio 2012 dalla Def Jam e dalla The Jones Experience, etichetta di Nas. Registrato tra California e New York, è prodotto principalmente da No I.D. e Salaam Remi. Nas scrisse il disco dopo il divorzio dalla moglie Kelis e lo paragonò all'album del 1978 di Marvin Gaye Here, My Dear. Voleva sfogare i propri sentimenti personali e affrontare i momenti della sua vita nelle sue canzoni, mentre attingeva alle influenze hip hop degli anni ottanta per la produzione dell'album al fine di dargli un suono nostalgico.
Life Is Good presenta temi personali, temi dell'età adulta e nostalgici, riflessioni sulla vita personale di Nas e sull'esperienza nell'hip-hop. Accolto dal plauso universale della critica, ha debuttato al primo posto della Billboard 200, entrando nelle classifiche di tutto il mondo e vendendo 354 000 copie.

## Background

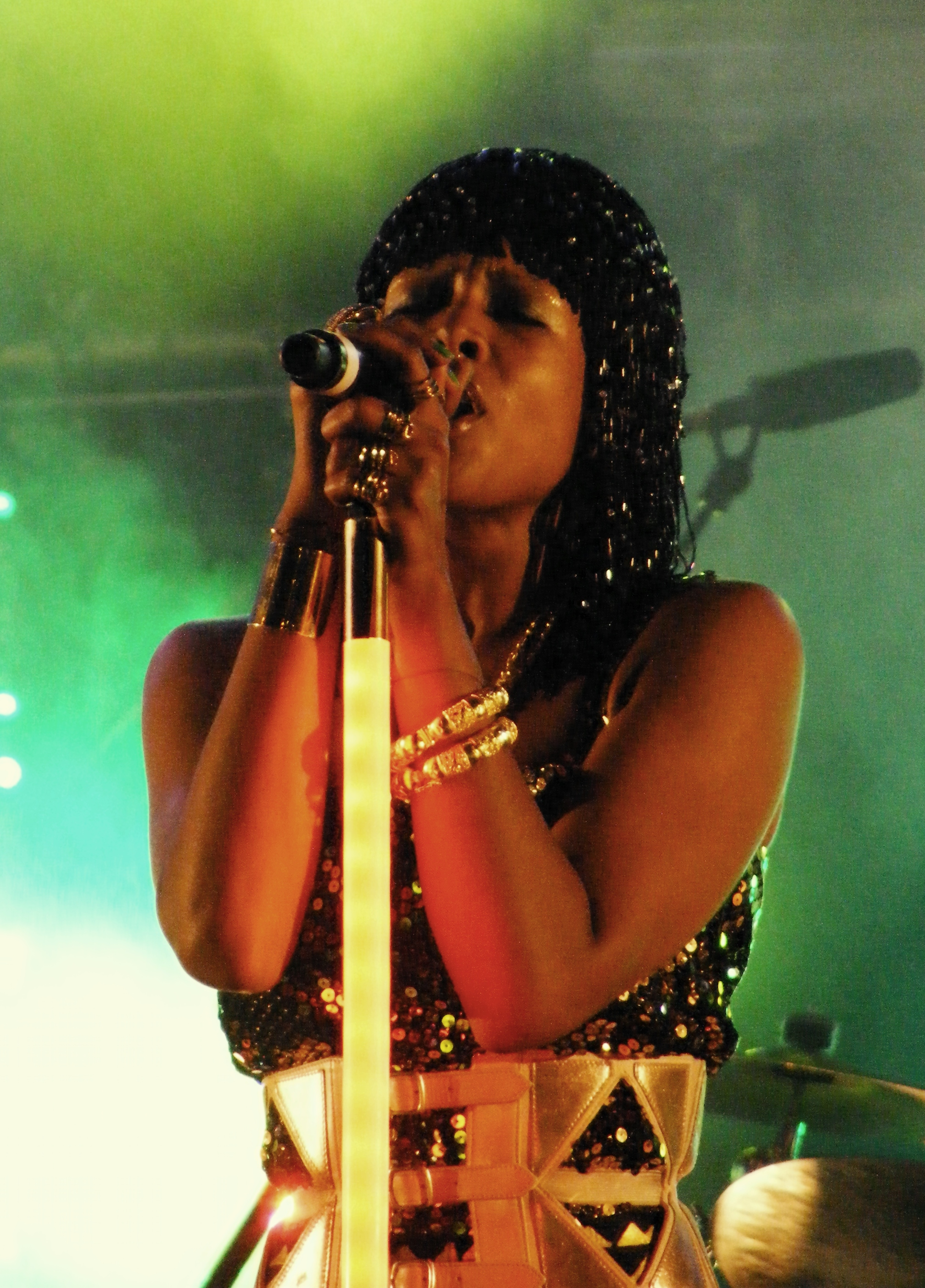
Il divorzio di Nas con Kelis ha ispirato la maggior parte dell'album.

La collaborazione con Damian Marley in Distant Relatives rinvigorisce Nas dal punto di vista artistico. Nel giro di poco tempo è distratto da problemi fiscali e da un costoso e pubblicizzato divorzio dalla moglie Kelis pochi mesi prima della nascita del figlio, eventi che hanno influenzato la sua direzione per Life Is Good. La scrittura dei testi dell'album è stata anche influenzata dall'adattamento alla vita da single. Nas voleva scrivere materiale originale piuttosto che un altro album «su come sei arrivato nel ghetto e come sei dovuto uscirne», paragonando il suo lavoro a quello di Marvin Gaye Here, My Dear (1978), album scritto in risposta al deterioramento del suo matrimonio e pubblicato come accordo finanziario. Per la copertina del disco, è stata scattata una foto di Nas in un completo bianco, seduto nella sala VIP di un night club, apparentemente abbandonato e con in mano l'abito da sposa verde di Kelis, che secondo lo stesso rapper era l'unico oggetto che gli ha lasciato.
Durante lo sviluppo dell'album, Nas ha riflettuto anche sull'invecchiamento e sulla maturazione, sulla paternità e sulla sua esperienza ventennale nella musica hip hop. In un'intervista a Billboard, Nas dichiara che «Life Is Good rappresenta i momenti più belli, drammatici e pesanti della mia vita.» Le sessioni di registrazione dell'album si sono svolte tra Hollywood, Miami, Atlanta, Los Angeles e New York. Nas ha lavorato con diversi musicisti tra cui Amy Winehouse, Anthony Hamilton, Mary J. Blige, Miguel e Large Professor. Il rapper voleva che la produzione integrasse i temi nostalgici dei suoi testi con le influenze hip hop degli anni ottanta. Ha lavorato principalmente con i produttori No I.D. e con Salaam Remi, quest'ultimo in particolare ha collaborato spesso con Nas. Durante le sessioni, Nas ha registrato la canzone No Such Thing as White Jesus con il cantante Frank Ocean e il produttore Hit Boy, che ha perso la traccia mentre smistava la musica che aveva prodotto per l'album di Jay-Z e Kanye West Watch the Throne (2011). Sebbene in seguito sia riuscito a recuperare il brano, questo non è stato incluso in Life Is Good.

## Contenuto
L'album incorpora riferimenti musicali all'hip hop sia vecchio sia contemporaneo. La sua produzione, che secondo il giornalista musicale Evan Rytlewski presenta «campioni occasionali da Run-DMC e MC Shan e pezzi di buon gusto della golden age», è elogiata da parte della critica.
Life Is Good presenta argomenti nostalgici e adulti, inclusi l'invecchiamento e la maturità. Il rapping di Nas è caratterizzato da rime interne, un flusso rilassato e chiaro e testi trasparenti che trattano i momenti della sua vita, compresa la sua giovinezza e gli eventi personali che portano all'album. I testi sono spesso elogiati dai critici musicali Il critico Manan Desai di Slant Magazine trova il paragone di Nas tra il suo album e quello di Gaye, Here, My Dear, appropriato. Jon Dolan di Rolling Stone nota che Nas «taglia le sue rime con realismo di mezza età e audace empatia.» Ken Capobianco del Boston Globe scrive che le canzoni «mescolano rabbia, nostalgia e intuizione». Tuttavia, sia David Jeffries sia Jason Birchmeier di AllMusic definiscono il contenuto del disco come «velenoso».
Tra le canzoni inserite nel disco, Loco-Motive ha un'atmosfera underground e tastiere simili alla canzone del 1994 NY State of Mind e A Queens Story rende omaggio al Queens e alle sue influenze creative.
In Daughters, Nas è sconcertato dalle responsabilità della paternità, mentre si rivolge alle attività di social networking della figlia ed è preoccupato sul suo passato che sta minando la sua autorità genitoriale. Killian Fox di The Observer scrive che le osservazioni di Nas sui «i pesanti pagamenti per l'assistenza all'infanzia» della sua ex moglie e sua figlia di 18 anni che «frequenta uomini non adatti» risuonano dai suoi «ricordi dei suoi primi anni come spacciatore del Queensbridge – proprio il tipo di giovane non adatto che sta avvertendo sua figlia in questi giorni.» Reach Out vede la collaborazione con Mary J. Blige e incorpora il loop del pianoforte del brano Ike's Mood di Isaac Hayes (1970). Il testo tratta del sentimento di Nas «quando sei troppo del ghetto per entrare nei circoli di Hollywood e sei troppo ricco per tornare nel ghetto che ti ha fatto nascere.»
The Don campiona Dance Inna New York (1982) di Super Cat e ha un suono hip hop anni novanta. Il testo è incentrato sia sulla capacità di rappare di Nas sia su New York City. Cherry Wine presenta Amy Winehouse e tratta una narrazione tra amanti sfortunati. La traccia, elogiata dal critico Jesal Padania di RapReviews, è intitolata alla chitarra di Winehouse, che chiamava «cherry». Bye Baby presenta temi rivolti all'ex moglie e raccontano il loro matrimonio, le sessioni di consulenza, consulenza matrimoniale e il processo legale per il loro divorzio.

## Promozione
Nas ha promosso l'album con delle apparizioni ed esibizioni televisive al The Colbert Report, David Letterman Show, Jimmy Kimmel Live! e 106 & Park. Ha anche diretto il festival musicale Rock the Bells e ha intrapreso un tour europeo di tre settimane nei mesi di giugno e luglio del 2012. Nas ha co-intitolato il tour Life Is Good / Black Rage con Lauryn Hill, esibendosi dal 29 ottobre al 31 dicembre, [28] quando ha eseguito uno spettacolo esclusivo al Radio City Music Hall di New York con Elle Varner come artista di supporto.
Per la promozione dell'album sono stati pubblicati tre singoli. Nasty (9 agosto 2011), The Don (3 aprile 2012) e Daughters (17 luglio 2012). È stato girato un video musicale per Nasty dal regista Jason Goldwatch nel Queensbridge ed è stato distribuito l'11 ottobre del 2011. Il video per Daughters è stato diretto da Chris Robinson e ha debuttato il 27 maggio seguente su MTV Jams. Il 27 aprile, Nas ha pubblicato il video per The Don.
Sono stati girati video anche per Bye Baby (dov'è presente anche Aaron Hall dei Guy, il cui brano Goodbye Love è stato campionato da Nas per questa traccia) e per Cherry Wine,  brano distribuito alle radio britanniche il 19 settembre 2012.

## Ricezione
| Recensione           | Giudizio |
| -------------------- | -------- |
| AllMusic             | [ 1 ]    |
| Spin                 | [ 33 ]   |
| Entertainment Weekly | B-       |
| Rolling Stone        | [ 17 ]   |
| The Independent      | [ 35 ]   |
| NME                  | [ 36 ]   |
| Pitchfork            | [ 13 ]   |
| XXL                  | [ 33 ]   |
| The Source           | [ 33 ]   |
| RapReviews           | [ 22 ]   |
| The A.V. Club        | A–       |

Accolto dal plauso universale da parte della critica, Life Is Good ottiene un punteggio di 81/100 su Metacritic, basato su 30 recensioni.
Kevin Perry di NME lo ha definito «uno sporco ritorno alle origini e un ritorno in forma», mentre Jayson Greene di Pitchfork ha detto che Nas «si è sistemato con grazia nei punti di forza», Manan Desai di Slant Magazine ha dichiarato che Nas suona «ispirato» ed elogia l'«unità narrativa» dell-album come «un aspetto quadrangolare dell-artista come un uomo cresciuto.» Evan Rytlewski di The A.V. Club considerava i testi di Nas «espressi magnificamente» e la musica semplicemente «meditativa». Randall Roberts del Los Angeles Times lo ha definito un «lavoro ponderato, feroce, onesto e – molto importante – di alte prestazioni.» Carl Chery di XXL ha detto che è «probabilmente il miglior LP di Nas dai tempi di Stillmatic.»
In una recensione meno entusiasta di MSN Music, il critico Robert Christgau ha dato a Life Is Good una menzione d'onore a tre stelle, citando Daughters e Accident Murderers come i punti salienti e considerando il disco «riflessioni di un pezzo grosso che, come menziona più volte, è dannatamente grosso.» David Jeffries è ancor più critico scrivendo per Allmusic, mentre Jon Caramanica del New York Times ne scrive una recensione mista. Anche Matthew Fiander non si esprime in termini positivi recensendo l'album per PopMatters: secondo lui la produzione è «incostante» con «idee semi-elaborate».
Life Is Good è apparso in diverse liste dei migliori album di fine anno da parte dei critici. The Source e Okayplayer lo nominano miglior album del 2012. Per Rolling Stone è il 18° del 2012, per MTV il 16°,  per Complex il 12°, per il New York Times è il 7° e per il Boston Globe è il 6°. Il disco ha ricevuto una nomination ai Grammy 2013 nella categoria per il miglior album rap. È stato anche candidato ad album dell'anno ai BET Hip Hop Awards del 2013, mentre Daughters ha vinto il premio Impact Track ai BET Hip Hop Awards 2012.

### Successo commerciale
Life Is Good è stato distribuito da Def Jam Recordings ed è stato anche il suo ultimo album per l'etichetta. Il 13 luglio del 2012, è pubblicato per la prima volta in Germania, dove raggiunge la posizione numero 24 nella classifica tedesca. Nel Regno Unito debutta all'ottavo posto nella classifica degli album, dove resta per tre settimane. L'album debutta anche al secondo posto in Canada, dove vende 5 700 copie nella sua prima settimana. Negli Stati Uniti, l'album esordisce in prima posizione nella Billboard 200 e vende 149 000 copie nella sua prima settimana, divenendo il sesto album di Nas al numero uno negli USA. Nella seconda settimana sulla Billboard 200, l'album vende 45 000 copie. Al 10 febbraio 2013, secondo Nielsen SoundScan, ha venduto 354 000 copie. Life Is Good è rimasto per sedici settimane nella classifica degli album statunitensi.

## Tracce
1. No Introduction – 4:15 (testo: Nasir Jones, Erik Ortiz, Kevin Crowe, Kenny Bartolomei – musica: J.U.S.T.I.C.E. League)
2. Loco-Motive (featuring Large Professor) – 3:40 (testo: Jones, Ernest Wilson – musica: No I.D.)
3. A Queens Story – 4:35 (testo: Jones, Salaam Remi, Joseph Simmons, Darryl McDaniels – musica: Salaam Remi)
4. Accident Murderers (featuring Rick Ross) – 4:37 (testo: Jones, Wilson, William Roberts, Norman Solomon, Chris DeGarmo, Marlon Williams – musica: No I.D.)
5. Daughters – 3:20 (testo: Jones, Wilson, Patrick Adams, Gary DeCarlo, Dale Frashuer, Paul Leka – musica: No I.D.)
6. Reach Out (featuring Mary J. Blige) – 3:46 (testo: Jones, Dante Franklin, Remi, Rodney Jerkins, Isaac Hayes, Freddie Perren, Christine Perren, Richard Wyatt – musica: Salaam Remi, Darkchild, DJ Hot Day)
7. World's an Addiction (featuring Anthony Hamilton) – 5:01 (testo: Jones, Remi, Anthony Hamilton – musica: Salaam Remi)
8. Summer on Smash (featuring Miguel & Swizz Beatz) – 4:19 (testo: Jones, Kasseem Dean – musica: Swizz Beatz)
9. You Wouldn't Understand (featuring Victoria Monet) – 4:35 (testo: Jones, Anthony Best, Michael Claxton, Eric Barrier, William Griffin, Tommy Brown, Victoria McCants – musica: Buckwild)
10. Back When – 3:22 (testo: Jones, Wilson, Barry Forgie, Shawn Moltke, Williams, DeGarmo – musica: No I.D.)
11. The Don – 3:02 (testo: Jones, Dwight Myers, Remi, Marcos Palacios, Earnest Clark, William Maragh, Nkrumah Thomas – musica: Heavy D, Salaam Remi, Da Internz)
12. Stay (featuring Large Professor) – 3:45 (testo: Jones, Wilson, Lester Abrams – musica: No I.D.)
13. Cherry Wine (featuring Amy Winehouse) – 5:56 (testo: Jones, Remi, Amy Winehouse – musica: Salaam Remi)
14. Bye Baby – 3:59 (testo: Jones, Remi, Noah Shebib, Tim Gatling, Gene Griffin, Aaron Hall, Teddy Riley – musica: Salaam Remi, 40)

Durata totale: 58:12
Tracce bonus nell'edizione deluxe
1. Nasty – 3:04 (testo: Jones, Remi – musica: Salaam Remi)
2. The Black Bond – 2:22 (testo: Jones, Remi – musica: Salaam Remi)
3. Roses – 3:31 (testo: Jones, Alexander Shuckburgh, Dan Wilson, Sean Fenton, Nikki Flores – musica: Al Shux, Dan Wilson)
4. Where's the Love (featuring Cocaine 80s) – 4:28 (testo: Jones, Wilson, James Fauntleroy, Michael Berrin, Peter Nash, Paul Huston – musica: No I.D.)

Traccia bonus nell'edizione iTunes
1. Trust – 4:34 (testo: Jones, Matthew Samuels, Matthew Burnett, Jordan Evans, Jamal Sublett – musica: Boi-1da, Burnett, Evans)

Traccia bonus nell'edizione giapponese
1. The Don (Don Dada Remix) – 4:09 (testo: Jones – musica: Salaam Remi, Heavy D)

### Campioni
- No Introduction contiene campioni di Don't Cry di Kirk Franklin.[57]
- A Queens Story contiene campioni di Peter Piper dei Run–D.M.C. e Queen's Story di Salaam Remi.[8]
- Accident Murderers contiene campioni di They Said It Couldn't Be Done di Norman Feels e The Bridge di MC Shan.[8]
- Daughters contiene campioni di Dust to Dust di Cloud One e Na Na Hey Hey Kiss Him Goodbye di Wayne McGhie and the Sounds of Joy.[8]
- Reach Out contiene campioni di Ike's Mood di Isaac Hayes e un'interpolazione di Once in a Lifetime Groove dei New Edition.[8]
- World's an Addiction contiene campioni di The World di Salaam Remi.[8]
- You Wouldn't Understand contiene campioni di Let's Start Love Over Again di Miles Jaye ed Eric B. Is President di Eric B. & Rakim.[8]
- Back When contiene campioni di Double Agent Jones di Barry Moore Combo, Live Routine di MC Shan, e The Bridge di MC Shan.[8]
- The Don contiene campioni di Dance inna New York di Super Cat.[8]
- Stay contiene campioni di Seven Steps to Nowhere di L.A. Carnival.[8]
- Bye Baby contiene campioni di Goodbye Love dei Guy.[8]
- The Black Bond contiene campioni di Praguenosis di Salaam Remi.[8]
- Where's the Love contiene campioni di Brooklyn-Queens di 3rd Bass.[8]

## Formazione
Crediti adattati dalle note di copertina dell'album.
- John Adams – Fender Rhodes
- Richard Adlam – batterie
- Ian Allen – music business affairs
- Angel Onhel Aponte – ingegnere audio
- Chris Atlas – marketing
- Mary J. Blige – voce aggiuntiva (traccia 6)
- Del Bowers – assistente al missaggio
- Leesa D. Brunson – A&R
- Buckwild – produttore (traccia 9)
- Brandon N. Caddell – assistente ingegnere audio
- Matt Champlin – ingegnere audio
- Da Internz – arrangiatore, produttore (traccia 11)
- Tim Davies – arrangiamento
- Vol S. Davis III – music business affairs
- Gleyder "Gee" Disla – ingegnere audio, missaggio
- DJ Hot Day – scratching
- Chloe Flower – pianoforte
- Kaye Fox – cori
- Chris Galland – assistente al missaggio
- Chris Gehringer – masterizzazione
- Alex Haldi – direzione artistica, design
- Anthony Hamilton – compositore, voce aggiuntiva (traccia 7)
- Maestro Harrell – tastiere
- Heavy D – arrangiatore, produttore
- Vincent Henry – sassofono contralto, clarinetto, flauto, sassofono tenore

- Jaycen Joshua – missaggio
- Terese Joseph – A&R
- J.U.S.T.I.C.E. League – produttore (traccia 1)
- Rich Keller – missaggio
- Rob Kinelski – ingegnere audio, missaggio
- Karen Kwak – A&R
- Large Professor – voce aggiuntiva (traccia 2)
- Sam Lewis – assistente ingegnere
- Fabienne Leys – A&R
- Tai Linzie – coordinamento foto
- Omar Loya – assistente ingegnere audio
- Kim Lumpkin – coordinamento produzione
- Deborah Mannis-Gardner – controllo dei sample
- Scott Marcus – A&R
- Manny Marroquin – missaggio
- Miguel – voce aggiuntiva (traccia 8)
- Victoria Monet – voce aggiuntiva (traccia 9)
- Greg Morgan – design audio
- Vernon Mungo – ingegnere audio
- Nas – voce
- No I.D. – produttore (tracce 2, 4-5, 10, 12 e 18)
- Gary Noble – ingegnere audio, missaggio
- Keith Parry – assistente, assistente ingegnere audio
- James Poyser – tastiere

- Kevin Randolph – tastiere
- Red Alert – cori
- Salaam Remi – arrangiatore, basso, compositore, batteria, chitarra, tastiere, produttore (tracce 3, 6-7, 11, 13-16 e 20), scratching
- Hal Ritson – tastiere
- Rick Ross – voce aggiuntiva (traccia 4)
- Matthew Salacuse – fotografia
- Michael Seltzer – music business affairs
- Noah "40" Shebib – arrangiatore, batteria, tastiere, missaggio, produttore (traccia 14)
- Hannah Sidibe – cori
- Brian Sumner – ingegnere audio
- Brian Sutnick – marketing
- Swizz Beatz – voce aggiuntiva (traccia 8), produttore (traccia 8)
- Gabe Tesoriero – pubblicità
- Antoinette Trotman – music business affairs
- Meredith Truax – coordinamento foto
- Anna Ugarte – assistente, assistente ingegnere, assistente al missaggio
- Cara Walker – packaging
- Matt Weber – assistente
- Stuart White – ingegnere audio
- Amy Winehouse – chitarra, voce aggiuntiva (traccia 13)
- Steve Wyreman – basso, chitarra
- Tyler Yamashita – assistente ingegnere
- Andrew Zaeh – fotografia
- Gabriel Zardes – A&R, assistente, assistente ingegnere audio

## Classifiche

### Classifiche settimanali
| Classifica (2012)         | Posizione massima |
| ------------------------- | ----------------- |
| Australia                 | 27                |
| Belgio (Fiandre)          | 44                |
| Belgio (Vallonia)         | 72                |
| Canada                    | 2                 |
| Danimarca                 | 24                |
| Francia                   | 33                |
| Germania                  | 24                |
| Irlanda                   | 55                |
| Paesi Bassi               | 27                |
| Norvegia                  | 16                |
| Nuova Zelanda             | 38                |
| Regno Unito               | 8                 |
| UK R&B                    | 2                 |
| Stati Uniti               | 1                 |
| US Digital Albums         | 1                 |
| US Tastemaker Albums      | 1                 |
| US Top R&B/Hip-Hop Albums | 1                 |
| US Top Rap Albums         | 1                 |
| US Vinyl Albums           | 7                 |
| Svizzera                  | 8                 |

### Classifiche di fine anno
| Classifica (2012)         | Posizione massima |
| ------------------------- | ----------------- |
| Stati Uniti               | 90                |
| US Top Rap Albums         | 11                |
| US Top R&B/Hip-Hop Albums | 17                |
| Classifica (2013)         | Posizione massima |
| US Top R&B/Hip-Hop Albums | 92                |